# Gottfried Johan Nerong
Gottfried Johan Nerong (9. oktober 1765 i Sønderborg – 1. juni 1832) var en slesvigsk handelsmand.
Nerong var søn af premierløjtnant i artilleriet, byfoged, rådmand og auktionsforvalter i Sønderborg Johan Georg Nerong (død 1793), af en indvandret lyonsk slægt, og Catharina Elisabeth født Meyer (26. marts 1730 - 28. juli 1813), lærte 1781-89 handelen i Hamborg og etablerede sig 1797 i Flensborg, hvor han hurtig erhvervede både formue og en anset stilling. Han stiftede 1803 selskabet «Harmonien», valgtes 1804 til forstander for hospitalet, 1805 til deputeret borger, 1810 til oldermand i deputeretkollegiet og 1818 til rådmand. Under krigen 1808 gjorde han fortrinlig nytte som formand for Provideringskommissionen. Med aldrig svigtende iver virkede han for Flensborgs opkomst og for humane formål ved oprettelsen af en spindeanstalt (1820) og en kogeanstalt (1822) samt en fattigfriskole i St. Mariæ Sogn. 1828 udnævntes han til agent og døde 1. juni 1832. Han havde 1. november 1811 ægtet Christine Helene Bender (død 31. marts 1854), datter af parykmager Bender. En allé vest for Flensborg bærer endnu hans navn.
August Barlach har malet portrætmalerier af Nerong og hans hustru (begge 1854, Museumsberg Flensburg).